# Медзано
Медза́но (итал. Mezzano) — коммуна в Италии, располагается в провинции Тренто области Трентино-Альто-Адидже.
Население составляет 1667 человек, плотность населения составляет 35 чел./км². Занимает площадь 48 км². Почтовый индекс — 38050. Телефонный код — 0439.
Покровителем коммуны почитается святой Георгий Победоносец, празднование 23 апреля.